# The Hjärta & Smärta EP
Box 1991–2008 é uma coletânea da carreira da banda sueca Kent. A caixa contém praticamente todas as gravações de feitas entre 1991 e 2008. Inclui todos os lados b, diversas gravações demo e todos os álbuns de estúdio. Contém ainda a primeira gravação ao vivo oficial do grupo durante uma apresentação, da música inédita "Håll ditt huvud högt" feita em uma apresentação da banda em sua cidade natal, Eskilstuna em julho de 2008.
The Hjärta & Smärta EP (em tradução livre do sueco: "O EP de dramas e do coração") é um EP do grupo de rock sueco Kent. O lançamento do disco foi anunciada com apenas um mês antes de antecedência, tendo sido gravado e produzido em segredo.

## Faixas
1. "Vi mot världen" (4:12)
2. "Dom som försvann" (4:55)
3. "Ansgard & Evelyne" (4:16)
4. "Flen/Paris" (3:44)
5. "Månadens erbjudande" (4:12)